# شپارتون
شپارتون (به انگلیسی: Shepparton) یک شهر در استرالیا است که در ویکتوریا (استرالیا) واقع شده‌است.

## خواهرخوانده
شهرهای نوواتو، کالیفرنیا و کورچه خواهرخوانده‌های شپارتون هستند.